# William Osborne (8e baronnet)
William Osborne (mort le 30 septembre 1783) est un baronnet et un homme politique irlandais.

## Biographie
Fils de John Osborne (7e baronnet) (en) et de son épouse, Editha Proby, il accède le 11 avril 1743 au titre de baronnet.
Il est haut-shérif du comté de Waterford en 1750 et député à la Chambre des communes irlandaise pour Carysfort entre 1761 et 1768, pour Dungarvan entre 1768 et 1783 et à nouveau à Carysfort en 1783, et est admis au Conseil privé d'Irlande en 1770.

## Mariage et descendance
William Osborne épouse le 20 mars 1749 Elizabeth Christmas, fille de Thomas Christmas, député de Whitfield, comté de Waterford, et a huit enfants :
- Elizabeth Osborne (1754 - novembre 1783), épouse le 19 mars 1774 John Joshua Proby, 1er comte de Carysfort (12 août 1751 - 7 avril 1828).
- John Proby Osborne (1755 - décembre 1787), mort célibataire sans descendance
- William Osborne, mort célibataire sans descendance
- Ada Osborne, a épousé son cousin le Capt Thomas Christmas
- fille sans nom, est décédé en bas âge
- Thomas Osborne (9e baronnet) (en) (1757 - 3 juin 1821)
- Henry Osborne (11e baronnet) (en) (1759 - 27 octobre 1837)
- Charles Osborne (1760 - 5 septembre 1817)

## Sources
- (en) Cet article est partiellement ou en totalité issu de l’article de Wikipédia en anglais intitulé « Sir William Osborne, 8th Baronet » (voir la liste des auteurs).
- GE Cokayne ; avec Vicary Gibbs, HA Doubleday, Geoffrey H. White, Duncan Warrand et Lord Howard de Walden, éditeurs, The Complete Peerage de l’Angleterre, de l’Écosse, de l’Irlande, de la Grande-Bretagne et du Royaume-Uni, Existants, Éteints ou Dormants, nouvel éd., 13 volumes in 14 (1910-1959 ; réimpression en 6 volumes, Gloucester, Royaume-Uni : Alan Sutton Publishing, 2000), vol. III, p. 71.
- Charles Mosley, éditeur, Burke's Peerage, Baronetage & Knightage, 107e édition, 3 volumes (Wilmington, Delaware, États-Unis : Burke's Peerage (Généalogiques Books) Ltd, 2003, vol. 2, p. 3031.